# Dolina Sesterska
Dolina Sesterska lub Dolina Malatyńska (Sestrčská dolina, też: Malatinská dolina) – głęboka, przełomowa dolina w Górach Choczańskich na Słowacji, przecinająca w poprzek całe to pasmo górskie i oddzielająca Grupę Prosiecznego na wschodzie od Sielnickich Wierchów na zachodzie. Doliną spływa Sesterski Potok (Sestrčský potok).
Nazwa doliny pochodzi od osady Sestrč, zalanej dziś wodami Liptowskiej Mary.
Doliną biegnie droga jezdna (zamknięta dla ruchu pojazdów mechanicznych) ze wsi Bukovina (na południu, po stronie liptowskiej) do miejscowości Malatiná (na północy, już na Orawie).